# Piratininga mocoia
Piratininga mocoia är en skalbaggsart som beskrevs av Maria Helena M. Galileo och Martins 2007. Piratininga mocoia ingår i släktet Piratininga och familjen långhorningar. Inga underarter finns listade i Catalogue of Life.